# Hilyotrogus pilifer
Hilyotrogus pilifer är en skalbaggsart som beskrevs av Moser 1921. Hilyotrogus pilifer ingår i släktet Hilyotrogus och familjen Melolonthidae. Inga underarter finns listade i Catalogue of Life.